# Femme d'Haraldskær
La femme d'Haraldskaer (ou Femme d'Haraldskjaer) est un corps de femme (de type « homme des tourbières ») découvert naturellement préservé dans une tourbière dans le Jutland, au Danemark, et daté d'environ 490 avant Jésus-Christ (âge de Fer pré-romain),. Des ouvriers l'ont trouvé en 1835 à l'occasion de l'excavation d'une tourbière sur le domaine d'Haraldskaer. Les conditions anaérobiques et les acides de la tourbe ont contribué à l'excellente préservation du corps. Non seulement le squelette entier a été trouvé intact, mais également la peau et les organes internes. Les scientifiques ont longtemps tergiversé sur l'âge et l'identité du corps en 1977, jusqu'à ce qu'une datation carbone détermine que la mort remontait au Ve siècle av. J.-C.
Le corps de la femme d'Haraldskaer est en exposition permanente dans un sarcophage en verre situé à l'intérieur du Musée Culturel au centre-ville de Vejle, Danemark,.

## Controverses sur l'identité
Après la découverte du corps, les premières théories l'ont identifiée comme la reine Gunhild de Norvège, qui vécut au Xe siècle.

Selon la Saga de Jómsvíking, Harald à la dent bleue (Harald Ier du Danemark) ordonna que la reine Gunhild fut noyée dans une tourbe. Persuadé de la véracité de cette théorie et de l'ascendance royale de la femme d'Haraldskaer, le roi Frederick VI de Danemark fit la commande d'un sarcophage sculpté pour contenir le corps. Ce traitement de faveur explique l'excellent état de conservation de la femme d'Haraldskaer par rapport à d'autres hommes des tourbières, comme l'homme de Tollund, découvert plus tard, qui ne fut pas bien conservé et dont ne subsiste aujourd'hui que la tête.

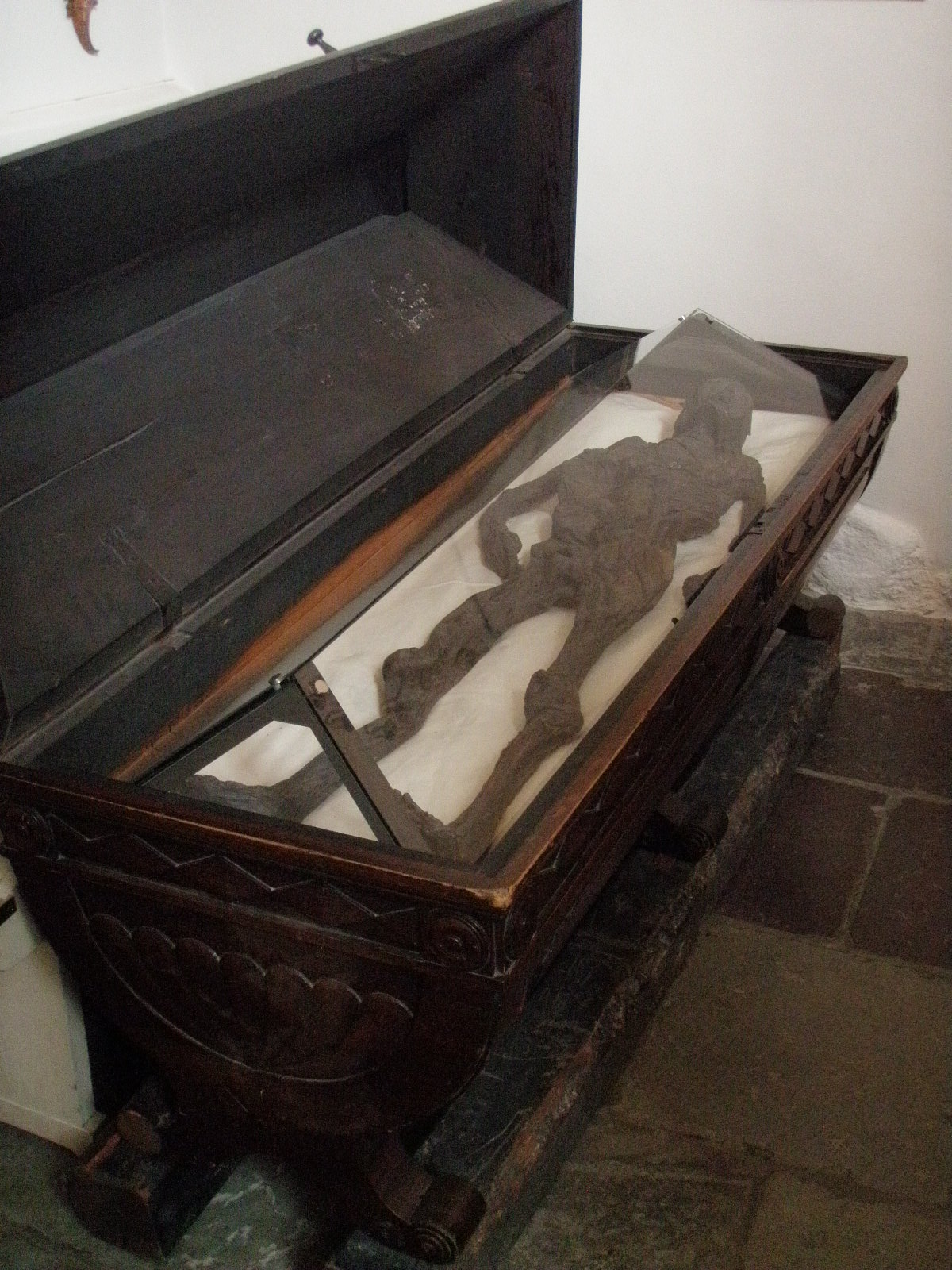
Corps de la femme d'Haraldskaer présenté dans un sarcophage de verre, Vejle, Danemark

En 1842, le jeune archéologue danois J. J. A. Worsaae critiqua l'identification de la femme d'Haraldskaer comme étant Gunhild de Norvège. Pionnier de la stratigraphie archéologique, Worsaae présenta la preuve que le corps de la femme d'Haraldskaer remontait à l'âge de fer. Plus tard, la datation carbone prouva effectivement que le corps n'était pas celui de Gunhild, mais d'une femme ayant vécu autour de 490 av. J.-C.,. 

## Détails de la découverte

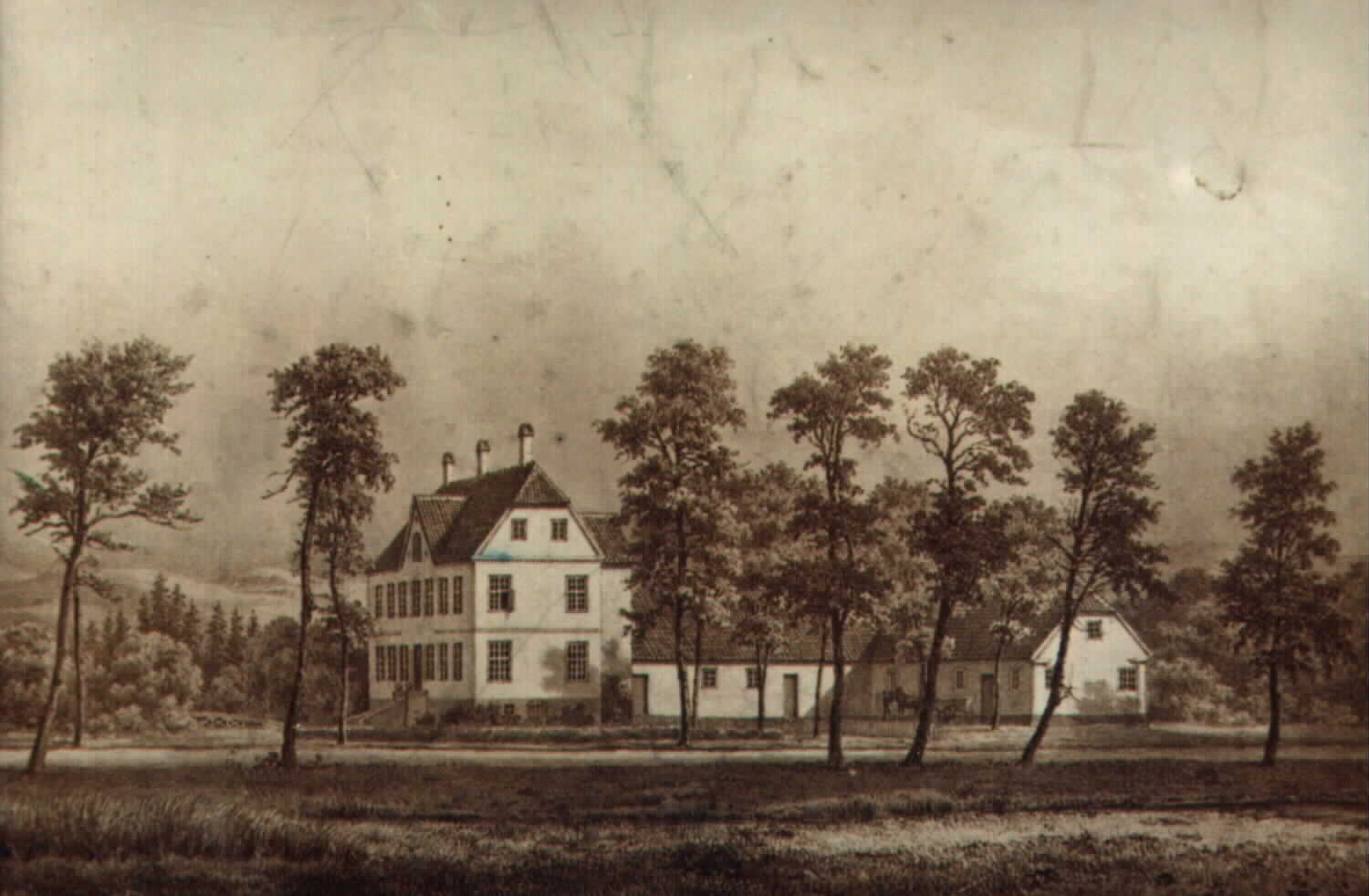
Domaine d'Haraldskær en 1857

Les excavateurs ont retrouvé le corps de la femme d'Haraldskaer en position couchée dans un excellent état de conservation. Elle était nue et ses vêtements, consistant en une cape de cuir et trois habits de laine, étaient placés par-dessus elle. Des haies de branches et de morceaux de bois ont maintenu le corps au sol. L'enveloppe charnelle complète et les organes internes étaient restés intacts.  
Le corps présentait une blessure à la jonction de la rotule, où un objet, probablement un morceau de bois aiguisé, a pénétré en profondeur. La couleur de sa peau, très bronzée, est due à la présence de tanin dans la tourbe. Toutes les articulations ont été préservées avec leur couche d'épiderme supérieure, comme si le décès était récent. Les docteurs ont déterminé qu'elle devait avoir 50 ans quand elle est morte, en bonne santé, et sans signes de maladies dégénératives comme l'arthrite, qui sont monnaie courante chez les restes humains datant de cette période.
En 1979, les docteurs de l'hôpital d'Aarhus procédèrent à un examen médico-légal approfondi de la femme d'Haraldskaer. À ce moment-là, le corps s'était asséché, et avait rapetissé ; la peau avait la consistance du cuir, était très ridée et plissée. Une tomodensitométrie du crâne a permis d'évaluer son âge à 40 ans au moment de sa mort. Le corps ne mesurait, au moment de l'examen, que 1,33 m, mais les docteurs se sont servis des descriptions originales de 1835 pour déterminer qu'elle devait faire dans les 1,50 m.
En 2000, Lone Hvass, du Musée d'Elsinore, Miranda Aldhouse-Green de l'université de Cardiff, et le département médico-légal de l'université d'Aarhus pratiquèrent un réexamen de la femme d'Haraldskaer. Les analyses médico-légales révélèrent le contenu de son estomac, composé de millet décortiqué et de mûres. Son cou présentait un léger renfoncement, comme si quelqu'un y avait enfoncé une corde, à des fins de torture ou d'étranglement. Les scientifiques conclurent que les acides de la tourbière avaient causé le gonflement d'articulation du genou, et que la femme était probablement déjà morte avant que les branches ne la clouent au sol.
Son placement très précautionneux dans une tourbe, alors que la crémation était le mode d'enterrement majeur pendant cette période dans le Jutland, permirent aux examinateurs de conclure que la femme d'Haraldskaer avait été victime d'un sacrifice rituel, comme la plupart des hommes des tourbières retrouvés.

## Relation avec d'autres hommes des tourbières
Les principaux lieux de découverte d'hommes des tourbières se situent en Europe du Nord, dans des pays comme l'Allemagne, les Pays-Bas, le Royaume-Uni, l'Irlande, et surtout le Danemark. Les plus anciens corps retrouvés datent d'environ 8 000 ans av. J.-C., bien que la majorité des corps trouvés au Danemark datent de l'âge de fer pré-romain et l'âge de fer romain (entre 500 av. J.-C. et 400 apr. J.-C.). En 2006, plus de 700 corps anciens ont été découverts sur ces sites, bien que d'autres estimations évaluent le nombre de corps existants à plusieurs milliers.
Il est difficile pour les scientifiques de donner un nombre exact, la majorité des corps ayant été perdus ou détruits. Avant que les archéologues ne s'intéressent aux hommes des tourbières et fassent des fouilles spécifiques, les corps étaient la plupart du temps découverts pendant l'extraction de tourbe, et par la suite enterrés de nouveau, ou mis au rebut. La découverte du principe de conservation systématique des corps datant de l'âge de fer grâce aux acides présents dans la tourbe marqua le début de grandes extractions au Jutland. D'autres hommes des tourbières retrouvés dans le Jutland ont été soumis à des analyses aussi poussées que celles réalisées pour la femme d'Haraldskaer, à l'instar de l'homme de Tollund, l'homme de Grauballe, la femme d'Elling, la femme d'Huldremose et la femme de Borremose,.